# Пуерто-Барріос
Пуерто-Барріос (ісп. Puerto Barrios) — місто у східній частині Гватемали. Є адміністративним центром департаменту Ісабаль.

## Географія
Пуерто-Барріос - портове місто на сході країни, лежить на південному березі Гондураської затоки.

### Клімат
Місто знаходиться у зоні, котра характеризується мусонним кліматом. Найтепліший місяць — травень із середньою температурою 27.8 °C (82 °F). Найхолодніший місяць — січень, із середньою температурою 23.3 °С (74 °F).
| Клімат Пуерто-Барріоса  | Клімат Пуерто-Барріоса | Клімат Пуерто-Барріоса | Клімат Пуерто-Барріоса | Клімат Пуерто-Барріоса | Клімат Пуерто-Барріоса | Клімат Пуерто-Барріоса | Клімат Пуерто-Барріоса | Клімат Пуерто-Барріоса | Клімат Пуерто-Барріоса | Клімат Пуерто-Барріоса | Клімат Пуерто-Барріоса | Клімат Пуерто-Барріоса | Клімат Пуерто-Барріоса |
| Показник                | Січ.                   | Лют.                   | Бер.                   | Квіт.                  | Трав.                  | Черв.                  | Лип.                   | Серп.                  | Вер.                   | Жовт.                  | Лист.                  | Груд.                  | Рік                    |
| Абсолютний максимум, °C | 32                     | 35                     | 37                     | 37                     | 38                     | 35                     | 32                     | 35                     | 32                     | 32                     | 32                     | 32                     | 38                     |
| Середній максимум, °C   | 26                     | 27                     | 28                     | 30                     | 31                     | 30                     | 30                     | 30                     | 30                     | 28                     | 27                     | 26                     | 28                     |
| Середня температура, °C | 23                     | 23                     | 25                     | 26                     | 27                     | 27                     | 27                     | 27                     | 27                     | 26                     | 25                     | 23                     | 26                     |
| Середній мінімум, °C    | 20                     | 20                     | 21                     | 22                     | 23                     | 24                     | 23                     | 23                     | 23                     | 23                     | 22                     | 21                     | 22                     |
| Абсолютний мінімум, °C  | 12                     | 13                     | 13                     | 16                     | 12                     | 17                     | 15                     | 17                     | 17                     | 15                     | 15                     | 12                     | 12                     |
| Днів з опадами          | 14                     | 11                     | 9                      | 7                      | 8                      | 15                     | 18                     | 17                     | 15                     | 16                     | 13                     | 15                     | 158                    |
| ----------------------- | ---------------------- | ---------------------- | ---------------------- | ---------------------- | ---------------------- | ---------------------- | ---------------------- | ---------------------- | ---------------------- | ---------------------- | ---------------------- | ---------------------- | ---------------------- |
| Джерело: Weatherbase    |                        |                        |                        |                        |                        |                        |                        |                        |                        |                        |                        |                        |                        |